# Apeadeiro de Amorim
O Apeadeiro de Amorim foi uma interface da Linha do Porto à Póvoa e Famalicão, que servia a localidade de Amorim, no Município de Póvoa de Varzim, em Portugal.

## História

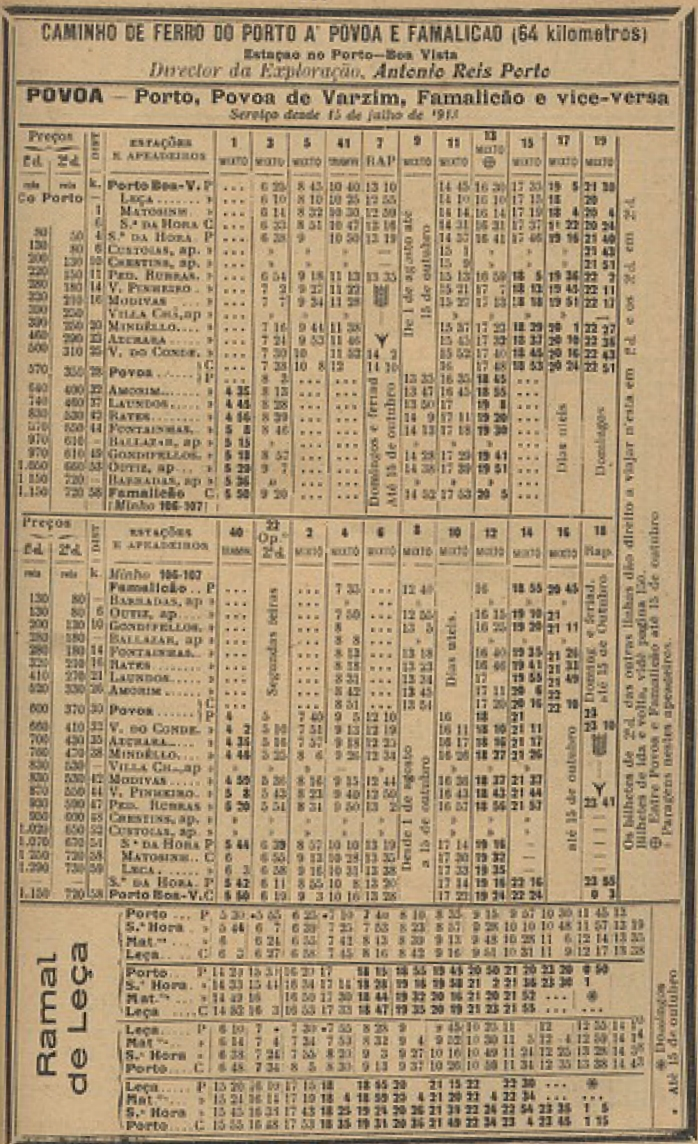
Horários de 1913, onde Amorim aparece com a categoria de estação.

Este apeadeiro encontrava-se no troço entre Póvoa de Varzim e Fontainhas, que entrou ao serviço no dia 7 de Agosto de 1878.
Em 1913, possuía a categoria de estação.